# Gran Premio Nobili Rubinetterie
El Gran Premio Nobili Rubinetterie fue una carrera ciclista profesional italiana de un día que se disputaba en Arona (Provincia de Novara) y fue organizada por la Associazione Ciclistica Arona.
La carrera fue creada en 1997 y sus cuatro primeras ediciones fueron critériums. Desde la creación de los Circuitos Continentales UCI en 2005 entró a formar parte del UCI Europe Tour como competencia de categoría 1.1.
En 2010 se escindió en dos carreras, la Coppa Papà Carlo (que se disputaba primero) y la Coppa Città di Stresa (que se disputaba un día después). Ambas se carreras continuaron formando parte del UCI Europe Tour, dentro de la categoría 1.1. En 2012 la Coppa Papà Carlo fue suspendida y solo se disputó la Coppa Città di Stresa y en 2013 retoma con el nombre original, más el de las 2 copas creadas temporalmente: Gran Premio Nobili Rubinetterie-Coppa Papà Carlo-Coppa Città di Stresa.
No ha tenido una fecha fija siendo el último cambio en 2013 en la que estuvo programada el 23 de febrero y luego pasó al 14 de marzo a instancias de RCS Sports que buscaba una prueba entre la Tirreno-Adriático y la Milán-San Remo.
La organizaba la Associazione Ciclistica Arona.

## Palmarés
Grand Prix Nobili Rubinetterie
| Año  | Ganador              | Segundo             | Tercero                |
| ---- | -------------------- | ------------------- | ---------------------- |
| 1997 | Dario Andriotto      | Carlo Finco         | Cristian Dario Salvato |
| 1998 | No se disputó        | No se disputó       | No se disputó          |
| 1999 | Salvatore Commesso   | Roberto Petito      | Alberto Elli           |
| 2000 | Stefano Garzelli     | Alberto Elli        | Ivan Basso             |
| 2001 | Vladimir Smirnov     | Simone Masciarelli  | Pedro Horrillo         |
| 2002 | Andrus Aug           | Ivan Quaranta       | Daniele Bennati        |
| 2003 | Andrea Ferrigato     | Joseba Albizu       | Massimiliano Mori      |
| 2004 | Damiano Cunego       | Alexandr Kolobnev   | Paolo Valoti           |
| 2005 | Damiano Cunego       | Ruslan Pidgornyy    | Félix Cárdenas         |
| 2006 | Paolo Longo Borghini | Luis Felipe Laverde | Ruslan Pidgornyy       |
| 2007 | Luis Felipe Laverde  | Félix Cárdenas      | Christian Pfannberger  |
| 2008 | Giampaolo Cheula     | Gabriele Bosisio    | Bruno Rizzi            |
| 2009 | Grega Bole           | Fortunato Baliani   | Andriy Grivko          |

Coppa Papà Carlo
| Año  | Ganador            | Segundo            | Tercero          |
| ---- | ------------------ | ------------------ | ---------------- |
| 2010 | Gianluca Brambilla | Francesco Bellotti | Matteo Montaguti |
| 2011 | Simone Ponzi       | Luca Mazzanti      | Davide Rebellin  |

Coppa Città di Stresa
| Año  | Ganador        | Segundo           | Tercero              |
| ---- | -------------- | ----------------- | -------------------- |
| 2010 | Oscar Gatto    | Murilo Fischer    | Tiziano Dall'Antonia |
| 2011 | Elia Viviani   | Danilo Napolitano | Bernardo Riccio      |
| 2012 | Danilo Di Luca | Robert Vrečer     | Tomaž Nose           |

Gran Premio Nobili Rubinetterie-Coppa Papà Carlo-Coppa Città di Stresa
| Año  | Ganador         | Segundo                | Tercero           |
| ---- | --------------- | ---------------------- | ----------------- |
| 2013 | Bob Jungels     | Daniele Bennati        | Simone Ponzi      |
| 2014 | Simone Ponzi    | Christian Delle Stelle | Francisco Ventoso |
| 2015 | Giacomo Nizzolo | Simone Ponzi           | Marco Haller      |

## Palmarés por países
| País       | Victorias |
| ---------- | --------- |
| Italia     | 15        |
| Lituania   | 1         |
| Estonia    | 1         |
| Colombia   | 1         |
| Eslovenia  | 1         |
| Luxemburgo | 1         |